# John Tamny
John Tamny (ur. w 1970 w Waszyngtonie) – pisarz, ekonomista, dyrektor Centrum dla Wolności Gospodarczej we „FreedomWorks”, redaktor w „RealClearMarkets” oraz starszy doradca ekonomiczny w „Toreador Research & Trading”.

## Dzieła
- Ekonomia Zdrowego Rozsądku (2015, wydanie polskie 2016)
- Who Needs the Fed?  (2016)
- The End of Work (2018)